# Gyropsylla ilicis
Gyropsylla ilicis är en insektsart som först beskrevs av William Harris Ashmead 1881.  Gyropsylla ilicis ingår i släktet Gyropsylla och familjen rundbladloppor. Inga underarter finns listade i Catalogue of Life.